# Tornedalians
Els Tornedalians (en meänkieli: tornionlaaksolaiset, en finès: tornionjokilaaksolaiset, en suec: tornedalingar) són una minoria lingüística originària de la regió de la vall de Torne al nord de Suècia i Finlàndia que generalment es divideixen en tres grups diferents: tornedalians, kvens i lantalaiset. Els tornedalians són des de l'any 2000 una minoria nacional reconeguda a Suècia.

## Història
Generalment es creu que els tornedalians descendeixen dels antics kvens, esmentats per primera vegada per Ottar de Hålogaland l'any 890, tot i que els relats de la història dels tornedalians sovint comencen amb els birkarls que s'esmenten per primera vegada el 1328 en una audiència judicial del drots suec Knut Jonsson sobre disputes amb els habitants de Hälsingland que els birkarls afirmaven que estaven envaint les seves terres. Els birkarls es van incorporar lentament a l'estat suec entre els segles XIV i XVII, amb l'establiment del cristianisme a partir de la dècada de 1400, encara que alguns enterraments pagans van continuar fins a principis de la dècada de 1600.
Després del Tractat de Fredrikshamn entre Suècia i Rússia el 1809, totes les terres sueques a l'est dels rius Torne i Muonio van ser cedides a Rússia com a Gran Ducat de Finlàndia. Com a resultat, les comunitats de parla finlandesa del costat occidental van quedar separades oficialment de les comunitats del costat oriental de la frontera, cosa que més tard també va provocar una divergència de dialecte en el meänkieli. Encara que la regió, ara dividida, va continuar sent culturalment homogènia i la frontera va tenir poc impacte en la vida quotidiana dels habitants.
Els tornedalians van ser l'objectiu d'unes extenses polítiques de "racisme científic" i de suecització. A principis i mitjans del 1900, el metge suec Herman Lundborg i d'altres de l'Institut Estatal de Biologia Racial d'Upsala van realitzar les primeres mesures del crani als tornedalians el 1913. Al mateix temps, es va prohibir parlar finès a les escoles en algunes parts del país, inclosa la Vall de Torne. Aquesta prohibició no va ser revocada pel parlament de Suècia fins al 1957.
L'any 2000 va entrar en vigor una nova llei que reconeixia els tornedalians com a minoria nacional oficial i el meänkieli com a llengua minoritària oficial. L'any 2020 es va nomenar una comissió de veritat i reconciliació sobre la discriminació històrica contra la població, que va fer el seu informe final el 15 de maig de 2023. Tant el 2020 com el 2023, l'Associació Nacional de Suecs Tornedalians (STR-T), va exigir al govern suec que investigui el seu estatus com a poble indígena d'acord amb la Convenció 169 de l'Organització Internacional del Treball, tot i que ambdues vegades el govern suec s'ha negat a fer-ho.
El 2023, tant l'estat suec com l'Església de Suècia són reconeguts com a responsables morals de la brutal política d'assimilació exercida a la regió durant els segles XIX i XX. Aquest dany soscava la protecció de la llengua regional, la seva cultura i les seves activitats tradicionals, segons una comissió independent encarregada d'examinar les violacions contra aquesta minoria, que recomana la reparació i una disculpa pública.

## Població
Suècia no distingeix grups minoritaris en els censos de població, però el nombre de persones que s'identifiquen com a tornedalians s'estima habitualment entre 30.000 i 150.000. L'any 2006, es va realitzar una gran enquesta radiofònica sobre parlants finès/meänkieli a Suècia. El resultat va ser que unes 469.000 persones van afirmar entendre o parlar finès i/o meänkieli. Es calcula que el nombre de paersones que saben parlar o entenen el meänkieli està entre els 150.000 i els 175.000.

## Literatura
Bengt Pohjanen és un autor en llengua meänkieli i que va escriure la primera novel·la, "Lyykeri", ja fa vint anys. Ha escrit drames, guions, cançons i fins i tot òpera.
La novel·la Un rock'n'roll a l'Àrtic de Mikael Niemi, en que narra la història de dos nois del poblet de Pajala que veuen com la seva vida es torna emocionant quan el rock'n'roll revoluciona el dia a dia dels habitants. La novel·la ha estat adaptada per a diverses produccions escèniques, i com a pel·lícula el 2004.

## Símbols
Utilitzen una bandera formada per tres franges horitzontals d'igual amplada de colors groc, blanc i blau dissenyada per Herbert Wirlöf amb una proporció de 7:11 (la mateixa que la d'Estònia). Els colors estan extrets de les banderes de Suècia i Finlàndia, i representen "el sol groc brillant", "el blanc de l'hivern" i "el cel blau d'estiu". A diferència de les banderes de creu escandinaves que d'altra banda estan molt esteses als països nòrdics, la creu es va ometre perquè els habitants de Tornedalen no es consideraven croats.